# Бристольський собор
Бристо́льський собо́р (англ. Bristol Cathedral) — кафедральний собор англіканської церкви в Бристолі, Південно-Західна Англія, Велика Британія.

## Історія
Собор був заснований в 1140 році як абатство Святого Августина. З тих часів зберігся приміщення для капітули і ще декілька приміщень. Неодноразово проводилася реконструкція собору: з кінця XIII століття до середини XIV століття, а також в кінці XV століття — і до ліквідації монастирів в 1539 році. 1542 року за наказом Генріха VIII будівництво було відновлено. В XIX столітті добудований новий нава і західний фасад.
Інтер'єри собору оздоблені розкішними вітражами, статуями і монументами. Є стародавній орган.